# UFC 17
UFC 17: Redemption è stato un evento di arti marziali miste organizzato dall'Ultimate Fighting Championship il 15 maggio 1998 al Mobile Civic Center, in Mobile (Alabama). L'evento è stato visto dal vivo in pay-per-view negli Stati Uniti e successivamente pubblicato su home video.

## Retroscena
L'evento prevedeva un torneo di pesi medi a quattro uomini, tre Superfight di pesi massimi, un incontro alternativo in caso di infortunio nel torneo e un incontro di "esibizione" dei Pesi massimi. È stato anche registrato un incontro UFC Light Heavyweight Championship tra l'attuale campione Frank Shamrock e Jeremy Horn per essere trasmesso in un successivo pay-per-view.
UFC 17 è stato l'ultimo evento UFC (a parte UFC 23), a presentare il formato in stile "torneo".
Diverse ore prima dell'evento, la medaglia d'oro olimpica e commentatore dell'UFC Jeff Blatnick è stato presentato come commissario della promozione in un incontro con i combattenti per discutere le regole di combattimento per l'evento. Blatnick chiese durante l'incontro che i combattenti si riferissero a questo sport, che all'epoca aveva molti nomi diversi compreso il termine improprio "No Holds Barred", come Arti Marziali Miste, con l'intenzione di migliorare l'aspetto di questo sport. Ha poi ripetuto la richiesta ai media che coprivano l'evento più tardi quella notte. Questa è generalmente considerata la prima volta che il termine Arti marziali miste è stato utilizzato per riferirsi allo sport moderno, e Blatnick è ampiamente accreditato per aver coniato il termine in relazione ad esso.
UFC 17 ha visto la prima apparizione nell'UFC sia di Dan Henderson che di Carlos Newton, così come il primo incontro di MMA per Chuck Liddell.
Il titolo Redemption si riferisce al ritorno di Mark Coleman dopo aver perso il UFC Heavyweight Championship contro Maurice Smith a UFC 14. Originariamente era previsto che Coleman affrontasse l'allora UFC Heavyweight Champion Randy Couture, che dovette ritirarsi a causa di un infortunio. Il combattente di Lion's Den, Pete Williams, sarebbe intervenuto come sostituto dell'ultimo minuto per affrontare Coleman. Similmente al suo combattimento con Maurice, Coleman aveva un bell'aspetto all'inizio del combattimento, ma quando il combattimento si è concluso con un turno straordinario, Coleman sembrava essere prosciugato di energia, respirando affannosamente e tenendo le braccia basse, anche voltando occasionalmente le spalle a Williams mentre in piedi. Ha preso diversi colpi forti da Williams, e alla fine è stato messo KO da un devastante calcio alla testa che Williams ha sferrato in faccia. Lo scontro Coleman/Couture avrà finalmente luogo 12 anni dopo, all'UFC 109.

## Risultati
- Eventuale ripescaggio nel torneo dei Pesi Medi:  Chuck Liddell contro  Noe Hernandez

Liddell sconfisse Hernandez per decisione unanime.
- Incontro categoria Pesi Massimi:  Andre Roberts contro  Harry Moskowitz

Roberts sconfisse Moskowitz per KO (gomitate) a 3:15.
- Semifinale del torneo dei Pesi Medi:  Dan Henderson contro  Allan Goes

Henderson sconfisse Goes per decisione unanime.
- Semifinale del torneo dei Pesi Medi:  Carlos Newton contro  Bob Gilstrap

Newton sconfisse Gilstrap per sottomissione (strangolamento triangolare) a 0:52.
- Incontro categoria Pesi Massimi:  Mike van Arsdale contro  Joe Pardo

van Arsdale sconfisse Pardo per sottomissione (kimura) a 11:01.
- Incontro categoria Pesi Massimi:  Tank Abbott contro  Hugo Duarte

Abbott sconfisse Duarte per KO Tecnico (pugni) a 0:44.
- Finale del torneo dei Pesi Medi:  Dan Henderson contro  Carlos Newton

Henderson sconfisse Newton per decisione divisa e vinse il torneo dei pesi medi UFC 17.
- Incontro categoria Pesi Massimi:  Pete Williams contro  Mark Coleman

Williams sconfisse Coleman per KO (calcio) a 12:38.
- Incontro per il titolo dei Pesi Medi:  Frank Shamrock (c) contro  Jeremy Horn

Shamrock sconfisse Horn per sottomissione (kneebar) a 16:28 e mantenne il titolo dei pesi medi, poi rinominati in pesi mediomassimi.